# Stig Ossian Ericson
Stig Ossian Ericson, född 7 september 1923 i Härnösand, död 30 juli 2012 i Nacka, var en svensk skådespelare, regissör och manusförfattare. Han var bland annat känd för att ha spelat gåtmannen Fader Fouras i TV-programmet Fångarna på fortet (1992–2000) samt Sigurd i långfilmen Göta kanal (1981).

## Biografi
Stig Ossian Ericson föddes i Härnösand, men växte upp i Nyköping som tredje barnet av fem till läroverksadjunkten Ossian Ericson (1887–1971) och Ebba, född Widmark (1895–1965). Han var dotterson till Gustaf Widmark. Efter studentexamen vid Nyköpings högre allmänna läroverk 1942 studerade han vid Uppsala universitet med sikte på att bli matematiklärare. I Uppsala kom han i kontakt med studentteatern, och han blev dess ordförande samt Södermanlands-Nerikes nations teaterdirektör. Han blev fil mag 1953 och verkade därefter som läroverksadjunkt i Uppsala och Sigtuna, men lämnade lärarbanan definitivt 1963 i samband med att han satte upp revyn Snudd på Casinoteatern tillsammans med Björn Lindroth. Han filmdebuterade via Uppsala studentfilmstudios SF-stipendium 1948, då han fick närvara vid Ingmar Bergmans inspelning av Hamnstad.
Han kom sedan att samarbeta med en rad kända personer i många produktioner, från Vilgot Sjöman till Tage Danielsson och Hasse Alfredson, Beppe Wolgers, Owe Thörnqvist och Bo Widerberg. Under 1970-talet och 1980-talet medverkade han i ett stort antal svenska filmer och TV-serier, ofta i excentriska biroller. Han spelade bland annat pappan i Astrid Lindgren-klassikern Världens bästa Karlsson (Karlsson på taket) 1974 och poliskommissarie Simonsson i kriminalserierna Ärliga blå ögon (1977) och Sinkadus (1980). 1976 debuterade han som dramatiker med pjäsen "Gud bevare omgivningen när en människa får en idé" som sattes upp på Intiman i Malmö och även gjordes i en TV-version.
Han installerades 1977 som hedersledamot vid Södermanlands-Nerikes nation i Uppsala.
Ericson bodde vid sin död i Nacka. Han är begravd på Galärvarvskyrkogården i Stockholm.

## Filmer och TV-serier

### Roller
- 1948 – Soldat Bom
- 1948 – Hamnstad
- 1965 – Festivitetssalongen
- 1972 – Mannen som slutade röka
- 1972 – Den hemliga verkligheten
- 1973 – Om 7 flickor
- 1974 – Fimpen
- 1974 – Världens bästa Karlsson
- 1974 – Pang i bygget (TV-pjäs)
- 1975 – Ägget är löst!
- 1975 – Från A till Ö (TV-serie)
- 1975 – Gyllene år (TV-serie)
- 1975 – Den innersta fienden (TV-film)
- 1976 – Drömmen om Amerika
- 1977 – Tabu
- 1977 – Ärliga blå ögon (TV-serie)
- 1977 – Den allvarsamma leken
- 1977 – Bluff Stop
- 1978 – System 84 (TV-film)
- 1979 – En kärleks sommar
- 1979 – Kristoffers hus
- 1979 – Jag är med barn
- 1979 – Katitzi (TV-serie)
- 1980 – Flygnivå 450
- 1980 – Mannen som blev miljonär
- 1980 – Sinkadus (TV-serie)
- 1980 – Död mans ord (TV-serie)
- 1980 – Hyenan ler faktiskt inte... (TV-film)
- 1981 – Göta kanal
- 1981 – Hans Christian och sällskapet
- 1981 – Babels hus (TV-serie)
- 1982 – Gräsänklingar
- 1982 – En flicka på halsen
- 1984 – Se upp för sjöjungfrur! (TV-film)
- 1985 – Examen
- 1985 – Nya Dagbladet (TV-serie)
- 1986 – Prästkappan (TV-serie)
- 1987 – I dag röd (TV-serie)
- 1988 – Guld! (TV-serie)
- 1988 – Månguden (TV-film)
- 1988 – Kråsnålen (TV-serie)
- 1989 – Kvinnorna på taket
- 1990 – Rosenbaddarna (TV-serie)
- 1991 – Facklorna (TV-serie)
- 1991 – Tre terminer (TV-serie)
- 1992 – Ha ett underbart liv
- 1992 – Rederiet (TV-serie)
- 1992–2000 – Fångarna på fortet (TV-serie)
- 1993 – Den gråtande ministern (TV-serie)
- 1994 – Läckan (TV-serie)
- 1994 – Svensson Svensson (TV-serie)
- 1995 – Anmäld försvunnen (TV-serie)
- 1995 – Snoken (TV-serie)
- 1996 – Zonen (TV-serie)
- 2003 – Älskade du (kortfilm)
- 2005 – Guldbröllop (kortfilm)
- 2009 – Familjen Babajou (TV-serie)

### Regi
- 1965 – Festivitetssalongen
- 1966 – Adamsson i Sverige
- 1970 – Du Sparbanken
- 1971 – Här ligger en hund begraven (TV-serie)
- 1974 – Sanna kvinnor
- 1981 – Skapelsens krona
- 1996 – Vänner och fiender (TV-serie)

### Manus
- 1961 – Lita på mej, älskling!
- 1963 – Sällskapslek
- 1974 – Rännstensungar

## Teater

### Roller (ej komplett)
| År   | Roll                                         | Produktion                                   | Regi              | Teater                      |
| ---- | -------------------------------------------- | -------------------------------------------- | ----------------- | --------------------------- |
| 1983 | George                                       | Vem är rädd för Virginia Woolf? Edward Albee | Lennart Kollberg  | Riksteatern                 |
| 2001 | Lester Trainsmith Hotellportier Hotellkypare | Komisk talang Alan Ayckbourn                 | Agneta Ehrensvärd | Dramaten                    |
| 2001 | Trollkarlen                                  | Trollkarlen från Oz                          | Staffan Götestam  | Göta Lejon                  |
| 2008 |                                              | Mordet på min pappa kungen Bobo Lundén       | Bobo Lundén       | Teater i Haga[källa behövs] |

### Regi
| År   | Produktion                                                | Upphovsmän                                                           | Teater                     |
| ---- | --------------------------------------------------------- | -------------------------------------------------------------------- | -------------------------- |
| 1958 | Revy-Tut                                                  | Evert Lindberg, Rune Ek, Stig Grybe och Bengt Janzon                 | Casinoteatern              |
| 1960 | 11 44 99, revy                                            |                                                                      | Casinoteatern              |
| 1966 | Omaka par The Odd Couple                                  | Neil Simon Översättning Torsten Ehrenmark                            | Intiman                    |
| 1967 | Vi älskar er, revy                                        | Beppe Wolgers                                                        | Idéonteatern               |
| 1967 | Generationer Generations                                  | William Goodhart                                                     | Folkan                     |
| 1968 | Flotten                                                   | Kent Andersson                                                       | Uppsala stadsteater        |
| 1969 | Spöksonaten                                               | August Strindberg                                                    | Uppsala stadsteater        |
| 1970 | I hjärtat av Paris Quatre pièces sur jardin               | Pierre Barillet och Jean-Pierre Gredy Översättning Torsten Ehrenmark | Lilla teatern              |
| 1971 | Skulle det dyka upp fler lik är det bara å ringa Busybody | Jack Popplewell Översättning Evert Lundström                         | Lilla teatern/ Riksteatern |
| 1979 | Söndagsgäster                                             | Björn Runeborg                                                       | Stockholms stadsteater     |
| 1984 | Tango                                                     | Sławomir Mrożek                                                      | Riksteatern                |
| 1991 | Min store tjocke far                                      | Magnus Nilsson                                                       | Helsingborgs stadsteater   |

## Radioteater

### Roller
| År   | Roll                       | Produktion                       | Regi            |
| ---- | -------------------------- | -------------------------------- | --------------- |
| 1993 | Ingvar, Hillmans gamle vän | Hillmans gamle vän Folke Mellvig | Anders Levelius |

### Webbkällor
- Stig Ossian Ericson på Svensk Filmdatabas